# Bogotá Cómo Vamos
Bogotá Cómo Vamos es un ejercicio ciudadano de seguimiento periódico y sistemático a los cambios en la calidad de vida de la ciudad. Su objetivo principal es generar un impacto positivo sobre la calidad de vida de los ciudadanos, a través de la construcción de conocimiento sobre la ciudad. Tiene como énfasis la observación del cumplimiento de la Administración Distrital al Plan de Desarrollo, el desempeño institucional del Concejo de Bogotá y se enfoca el mayor acceso a bienes y servicios de mejor calidad. Sus reportes están basados en una metodología rigurosa y neutral, basada en indicadores técnicos y la medición de la percepción ciudadana, lo cual le provee una alta credibilidad en su evaluación la ciudad. 
Los reportes más importantes que pública Bogotá Cómo Vamos son: la Encuesta de Percepción Ciudadana Bogotá, el Informe de Calidad de Vida en Bogotá, y la Evaluación 'Concejo Cómo Vamos'.

## Antecedentes y objetivos
El programa es producto de la alianza interinstitucional entre la Fundación Corona, la Casa Editorial EL TIEMPO, la Pontificia Universidad Javeriana y la Cámara de Comercio de Bogotá. Este se inició durante la campaña electoral de 1997, ante la ausencia de un ejercicio ciudadano de rendición de cuentas para verificar el cumplimiento de promesas electorales del candidato, ya elegido como alcalde, y su impacto en la calidad de vida de la ciudad. Así mismo, se enmarca en el llamado de la Constitución Política de 1991 a la ciudadanía a ejercer control social sobre el manejo de asuntos colectivos, a través de la petición de cuentas a quienes administran la ciudad.
El objetivo principal de Bogotá Cómo Vamos es generar un impacto positivo sobre la calidad de vida de los ciudadanos, a través de la construcción de conocimiento sobre la ciudad. Así mismo, abre espacios para el análisis y el debate buscando tener un efecto sobre la Administración Pública, la ciudadanía en general y los grupos de expertos e investigadores que trabajan en pro de Bogotá.
Bogotá Cómo Vamos pide cuentas a la Administración Distrital y al Concejo de Bogotá, lo cual promueve un gobierno efectivo y transparente, incentivándolo a generar la información requerida para la rendición de cuentas. Esta información es evaluada con expertos y ciudadanos. Igualmente, promueve una ciudadanía más informada, participativa y responsable debido a que divulga los informes de evaluación al público en general, y le consulta a su vez sobre su percepción de la calidad y el acceso a los servicios públicos, comunicando los resultados de esta consulta a la ciudadanía. Finalmente, promueve las alianzas estratégicas para el desarrollo de políticas que mejoren la calidad de vida, generando espacios de debate y conocimiento para potencializar los esfuerzos y recursos de los diferentes actores que evalúan y realizan seguimiento a la ciudad. Al suscitar un espacio de discusión permanente sobre Bogotá, se complementan los conocimientos existentes y se impulsa el aprendizaje institucional.

## Metodología
Bogotá Cómo Vamos utiliza indicadores técnicos de resultado y de percepción, así como el seguimiento a temas y problemáticas importantes (proyectos claves de la Administración y problemas poblacionales). 
- Los indicadores técnicos de resultado dan cuenta del impacto de la gestión, y miden objetivamente la cobertura y calidad de los servicios y bienes básicos.[4] Los datos requeridos para generar los indicadores es suministrada por el Gobierno Distrital y el Concejo de Bogotá, en la mayoría de los casos. Esto incentiva a estos dos organismos a tener datos actualizados permanentemente y a validarlos con expertos y contrastarlos con indicadores de percepción. De esta forma, se puede hacer un análisis en el tiempo de las mejoras, o empeoramiento, usando la información histórica recopilada.

- Los indicadores de percepción hacen referencia a la opinión de la ciudadanía sobre los temas evaluados. Estos indicadores se relacionan con el acceso y la calificación a la calidad de los servicios y bienes básicos, así como de los aciertos y problemas que existen en su provisión por parte del Estado y los entes privados. Igualmente, la ciudadanía califica el conjunto de entidades públicas y sus principales programas en términos de imagen, confianza y gestión. La Encuesta Anual de Percepción de Bogotá Cómo Vamos, la cual se ha venido realizando desde 1998 y es representativa para la zona urbana de Bogotá, es la principal fuente de esta información. La existencia de este registro histórica permite hacer análisis de las tendencias en el tiempo en la calificación y provisión de bienes básicos.

## Reportes principales
Basados en estas metodologías de medición y evaluación, Bogotá Cómo Vamos publica tres reportes principales.

### Encuesta de Percepción Ciudadana Bogotá
Realizado desde 1998, es el estudio más sistemático y riguroso de opinión pública que se realiza sobre Bogotá, publicado anualmente. La Encuesta de Percepción Ciudadana Bogotá 2013 está disponible de forma gratuita en la página de Bogotá Cómo Vamos.

### Informe de Calidad de Vida en Bogotá
Es el principal y más importante reporte anual de Bogotá Cómo Vamos. Este informe entrega las mediciones y evaluación sobre el estado de la ciudad, organizado sus resultados en 5 anillos:
1. Activos de las personas: incluye indicadores relacionados con educación, salud, empleo, pensiones y seguridad. Da cuenta de los aspectos más valiosos para la calidad de vida de las personas.
2. Hábitat Urbano: incluye indicadores sobre vivienda, servicios públicos, espacio público, medio ambiente y movilidad. Son los factores que la ciudad construye y que deberían estar contribuir al bienestar de la gente.
3. Cultura y responsabilidad ciudadana: incluye la cultura, la recreación, el deporte y la responsabilidad ciudadana.
4. Buen Gobierno: incluye indicadores de los avances en gestión pública, finanzas públicas y justicia.
5. Desarrollo económico y competitividad: incluye indicadores sobre los avances en desarrollo económico y dinámica empresarial.

El Informe de Calidad de Vida en Bogotá 2013 está disponible en formato documento y formato interactivo.

### Evaluación 'Concejo Cómo Vamos'
Desde el año 2002, Bogotá Cómo Vamos realiza también una evaluación semestral sobre el desempeño del Concejo de Bogotá, llamada Concejo Cómo Vamos. Esta considera tres variables:
1. Control Político
2. Actividad Normativa
3. Asistencia, Quórum y Permanencia

La evaluación de Concejo Cómo Vamos hace un análisis minucioso de debates ocurridos en el Concejo, durante el semestre, sobre proposiciones de control político y proyectos de acuerdo. Los resultados son calculados a partir de promedios del total de debates realizados por las bancadas y los concejales. El reporte de la Evaluación 'Concejo Cómo Vamos' está disponible de forma gratuita en la página de Bogotá Cómo Vamos.

## Publicación de resultados
Todos los reportes de Bogotá Cómo Vamos se pueden descargar de forma gratuita desde su página de Internet. Así mismo, los materiales producidos por Bogotá Cómo Vamos se divulgan a través de la Sección Bogotá del periódico El Tiempo, el canal de televisión local Citytv y otros medios de comunicación. Por otra parte, Bogotá Cómo Vamos realiza Mesas de Trabajo, foros y eventos con la Administración Distrital y el Cabildo para hacer seguimiento al diseño y ejecución del Plan de Desarrollo de Bogotá. 

## Impacto de Bogotá Cómo Vamos
Bogotá Cómo Vamos ha tenido un impacto importante al establecer una metodología sistemática de medición y evaluación de Bogotá, orientada a datos y resultados concretos. También, ha impulsado la utilización de información más objetiva, pertinente, oportuna y periódica, lo cual ha incentivado a la Administración Distrital y al Concejo de Bogotá a mejorar los procesos propios de rendición de cuentas. Así mismo, los resultados de Bogotá Cómo Vamos son entregados al Gobierno Distrital y el Cabildo, como herramientas adicionales para la toma de decisiones y la autoevaluación de su gestión. Las observaciones y propuestas realizadas desde Bogotá Cómo Vamos han sido cada vez más tenidas en cuenta por la Administración Distrital y el Concejo de Bogotá.
Así mismo, como resultado de este proyecto, Bogotá dispone de un conjunto de indicadores objetivos y una evaluación rigurosa, y desde 1998, con registros de percepción ciudadana que reflejan los cambios que ha tenido Bogotá.

### En Colombia y en Latinoamérica
Bogotá Cómo Vamos ha inspirado réplicas en las ciudades de Cartagena, Cali, Medellín y Barranquilla y Bucaramanga, con las cuales se ha conformado la Red Colombiana de Ciudades Cómo Vamos. Esto ha ocurrido igualmente a nivel latinoamericano, con iniciativas como ‘Río Cómo Vamos’, ‘Nossa Sau Pablo’, ‘Nossa ilha mais bela’ y ’Nossa Teresópolis’ inspiradas en el trabajo de Bogotá Cómo Vamos. Se espera que a futuro ciudades como Santa Cruz de la Sierra (Bolivia), Santo Domingo (República Dominicana) y Lima (Perú) adopten la metodología ‘Cómo Vamos’ y así poder articular la Red Latinoamericana de Ciudades Cómo Vamos.

### Reconocimientos
Bogotá Cómo Vamos ha recibido varios reconocimientos. Fue seleccionado entre las Mejores Prácticas para el Mejoramiento de la Calidad de Vida por el premio UN - Hábitat - Municipalidad de Dubái, en los años 2000 y 2002; mientras que en 2003, fue presentado en el Segundo Encuentro Regional de Auditoría Social del Banco Mundial, realizado en República Dominicana, y en el Forum Internacional de las Culturas, llevado a cabo en Barcelona.